# Swiftia rosea
Swiftia rosea är en korallart som först beskrevs av Grieg 1887.  Swiftia rosea ingår i släktet Swiftia och familjen Plexauridae. Arten är reproducerande i Sverige. Inga underarter finns listade i Catalogue of Life.